# Grønhøj (Horsens)
 For alternative betydninger, se Grønhøj. (Se også artikler, som begynder med Grønhøj)
Grønhøj er en gravhøj med jættestue fra ca. 3200 f. Kr. der ligger syd for Bygholm Sø ved Horsens.
Højen har en diameter på ca. 20 m i og er ca. 2,75 meter høj, og rummer en jættestue, med gang ud gennem højsiden mod sydøst. Kammeret, der måler ca. 3,5 x 2,75 meter og er 1,5-1,7 meter højt, er sat af 8 sidesten og dækket af 2 overliggere. Gangen, der måler ca. 4 x 1 meter og er godt 1 m høj er dækket af 3 overliggere. Omkring højen står 60, ca. 1 meter høje randsten, hvis mellemrum ligeledes er udfyldt med mindre fliser. Højen er græsklædt, med en busk. Grønhøj er som andre fortidsminder fredet og i fredningen indgår et rektangulært, indhegnet areal omkring højen og en sti der fører mod nord til Åbjerg Skov og Bygholm Sø.
Under den første udgravning i 1832 deltog arkæologen J.J.A. Worsaae da han endnu gik i skole. Til arbejdet var der udkommanderet soldater, men det var næ endt i en ulykke, da en af de store dæksten løsnede sig og styrtede ned i kammeret, og soldaterne nåede kun med nød og næppe ud.
- Højen på afstand
- Indgangen
- Indgangen indefra
- Tørstensmur mellem et par af kammerets bæresten